# Lee Sang-hyuk (doanh nhân)
Lee Sang-hyuk (tiếng Hàn: 이상혁; sinh năm 1972) là nhà sáng lập của một trong những công ty khởi nghiệp về công nghệ phát triển nhanh nhất ở Hàn Quốc. Công ty Yello Mobile của anh thành lập vào năm 2012, hoạt động như một vườn ươm doanh nghiệp thông qua việc phát triển và đầu tư vào các công ty khởi nghiệp trẻ dựa trên nền tảng di động. Công ty của anh đạt được tổng cộng 240 triệu đô la Mỹ nằm trong quỹ thông qua một series quay vòng, như việc nhận được nguồn tài trợ của công ty vốn mạo hiểm Formation 8 của Mỹ và gần đây là công ty dịch vụ tài chính SBI Holdings của Nhật, gần đây nhất là quỹ tài trợ 30 triệu đô la Mỹ của công ty SBI vào tháng 2 năm 2017 được tăng lên đến trị giá 4 tỉ đô la Mỹ.
Lee Sang-hyuk sở hữu vượt quá 26% cổ phần công ty Yello Mobile với một danh mục đầu tư vào hơn 80 công ty, xuyên khắp các lĩnh vực: mua sắm, truyền thông, quảng cáo và lữ hành.